# Phyllanthus atabapoensis
Phyllanthus atabapoensis är en emblikaväxtart som beskrevs av Eugene Jablonszky. Phyllanthus atabapoensis ingår i släktet Phyllanthus och familjen emblikaväxter. Inga underarter finns listade i Catalogue of Life.